# Autoschade Luchjenbroers
Autoschade Luchjenbroers B.V. ist ein niederländisches Unternehmen im Segment der Kfz-Reparatur und ein ehemaliger Hersteller von Automobilen.

## Unternehmensgeschichte
Henk Luchjenbroers gründete in Emmen eine Kfz-Werkstatt. 1985 stellte er die ersten umgebauten Automobile her. Zwischen 1990 und 1992 produzierte er in Kleinserie ein Kit Car.

## Automobile
1985 entstanden auf Basis des BMW 3er-Serie vier Kombis, die heute noch existieren. Das zwischen 1990 und 1992 hergestellte Modell Seven war ein Nachbau des Lotus Seven. Der Motor kam vom Ford Sierra.